# Saint-Léolin
Saint-Léolin est un ancien village du Nouveau-Brunswick, au Canada. Il fait partie de la ville de Rivière-du-Nord depuis la réforme de la gouvernance locale du 1er janvier 2023.

## Toponymie
Léolin est un nom d'origine galloise qui fut porté par plusieurs souverains, dont Llywelyn le Grand et Llywelyn le Dernier. Le village s'appelait à l'origine Saint-Joseph. La province ayant trois villages de ce nom à l'époque, cela causait des problèmes pour la livraison des courriers et la décision fut prise, le 1er septembre 1903, de changer le nom temporairement pour Pépère (grand-père). Selon l'historien Mgr Donat Robichaud, rapporté par Paul-Émile Thériault, ce nom est probablement en l'honneur d'un homme âgé chez qui le bureau de poste a été installé. Ce toponyme fut en vigueur jusqu'au 1er juin 1904, ou le nom actuel fut choisi.

## Géographie

### Situation
Saint-Léolin se trouve à 50 kilomètres de route au nord-est de Bathurst. Le village a une superficie de 19,78 kilomètres carrés.
Saint-Léolin est généralement considérée comme faisant partie de l'Acadie.

### Logement
Le village comptait 325 logements privés en 2006, dont 305 occupés par des résidents habituels. Parmi ces logements, 86,9 % sont individuels, 6,6 % sont jumelés, 3,3 % sont en rangée, 3,3 % sont des appartements ou duplex et 0,0 % sont des immeubles de moins de cinq étages. 78,7 % des logements sont possédés alors que 21,3 % sont loués. 72,1 % ont été construits avant 1986 et 11,5 % ont besoin de réparations majeures. Les logements comptent en moyenne 6,0 pièces et 0,0 % des logements comptent plus d'une personne habitant par pièce. Les logements possédés ont une valeur moyenne de 50 365 $, comparativement à 119 549 $ pour la province.

## Histoire
Saint-Léolin est situé dans le territoire historique des Micmacs, plus précisément dans le district de Gespegeogag, qui comprend le littoral de la baie des Chaleurs.
Le district de services locaux de Saint-Léolin est constitué en municipalité le 1er octobre 1978.
La caserne de pompiers de Saint-Léolin est inaugurée en 1982. Les rues sont dotées de noms la même année. L'école Le Maillon ouvre ses portes en 1987.
Saint-Léolin est l'une des localités organisatrices du IVe Congrès mondial acadien, en 2009.

## Démographie
Selon le recensement de 2011, le tiers de la population a quitté le village depuis 2006, ce que contredisent plusieurs résidents, selon ce que rapporte Radio-Canada. Le maire pense organiser son propre recensement, d'autant plus que la municipalité risquerait de perdre des subventions ou des infrastructures; la population s'élèverait en fait à environ 600 personnes selon le maire. Après vérification de la part de Statistique Canada, un réajustement au recensement 2011 a été apporté. Certains habitants avaient été inclus dans le village de Paquetville.
| 1981 | 1986 | 1991 | 1996 | 2001 | 2006 | 2011 | 2016 |
| ---- | ---- | ---- | ---- | ---- | ---- | ---- | ---- |
| 799  | 870  | 856  | 858  | 802  | 733  | 684  | 647  |

## Administration
(juillet 2016).

### Conseil municipal
Le conseil municipal est formé d'un maire et de 5 conseillers. Le conseil municipal actuel est élu lors de l'élection quadriennale du 14 mai 2012. Le conseiller Léon L. Collin est finalement élu à l'élection partielle du 12 mai 2014.
| Mandat         | Fonctions   | Nom(s)                                                                  |
| -------------- | ----------- | ----------------------------------------------------------------------- |
| 2012 - présent | Maire       | Mathieu Chayer                                                          |
| 2012 - présent | Conseillers | Vincent Downing, Linda Collin, Mélanie Hachey, Guy Bertin, Guy Cormier. |

| Période                                  | Période  | Identité         | Étiquette | Qualité |
| ---------------------------------------- | -------- | ---------------- | --------- | ------- |
| 2012                                     | en cours | Mathieu Chayer   |           |         |
| 2001                                     | 2012     | Joseph Lanteigne |           |         |
| 1998                                     | 2001     | Edgar McGraw     |           |         |
| 1995                                     | 1998     | Jacques Godin    |           |         |
| Les données manquantes sont à compléter. |          |                  |           |         |

### Commission de services régionaux
Saint-Léolin fait partie de la Région 4, une commission de services régionaux (CSR) devant commencer officiellement ses activités le 1er janvier 2013. Saint-Léolin est représenté au conseil par son maire. Les services obligatoirement offerts par les CSR sont l'aménagement régional, la gestion des déchets solides, la planification des mesures d'urgence ainsi que la collaboration en matière de services de police, la planification et le partage des coûts des infrastructures régionales de sport, de loisirs et de culture; d'autres services pourraient s'ajouter à cette liste.

### Représentation
Saint-Léolin est membre de l'Association francophone des municipalités du Nouveau-Brunswick.
 Nouveau-Brunswick: La circonscription de Caraquet est représentée à l'Assemblée législative du Nouveau-Brunswick par Hédard Albert, du parti libéral.
 Canada: Saint-Léolin fait partie de la circonscription d'Acadie-Bathurst. Cette circonscription est représentée à la Chambre des communes du Canada par Yvon Godin, du NPD. Il fut élu lors de l'élection de 1997 contre le député sortant Doug Young, en raison du mécontentement provoqué par une réforme du régime d’assurance-emploi.

## Économie
Entreprise Péninsule, un organisme basé à Tracadie-Sheila faisant partie du réseau Entreprise, a la responsabilité du développement économique de la région.
La plupart des gens travaillent au village ou à proximité. L'industrie touristique crée quelques emplois sur place et il y a aussi de nombreux emplois disponibles dans le commerce, l'industrie de la pêche, la fabrication et la fonction publique à Caraquet.

## Vivre à Saint-Léolin

### Éducation
L'école locale, Le Maillon, accueille les élèves de la maternelle à la 4e année. Sa fermeture est annoncée pour l'été 2012 et les élèves seront transférés à l'école Léandre-Legresley de Grande-Anse. De toute manière, les élèves doivent poursuivre leurs études de la neuvième à la douzième année à la polyvalente Louis-Mailloux de Caraquet. La ville de Shippagan compte le CCNB-Péninsule acadienne et un campus de l'Université de Moncton.
Les anglophones bénéficient d'une école à Janeville mais doivent poursuivre leur éducation à Bathurst de la sixième à la douzième année. Les établissements d'enseignement supérieur anglophones les plus proches sont à Fredericton ou Miramichi.
Il y a une bibliothèque publique à Caraquet. Le bibliobus du Nord fait toutefois un arrêt au village.

### Autres services publics
Saint-Léolin possède une caserne de pompiers, qui dessert les localités voisines en cas de besoin. La population est en fait dépendante des localités voisines, notamment Caraquet, pour la majeure partie des services. Le détachement de la Gendarmerie royale du Canada le plus proche est d'ailleurs situé à Caraquet. Cette ville dispose également d'un poste d'Ambulance Nouveau-Brunswick et de l'hôpital de l'Enfant-Jésus. Le village possède toutefois un bureau de poste.
Existant depuis le 20 juillet 1995, la Commission de gestion des déchets solides de la Péninsule acadienne (COGEDES) a son siège social à Caraquet et la municipalité y a un représentant. Les déchets sont transférés au centre de transbordement de Tracadie-Sheila et les matières non recyclables sont ensuite enfouies à Allardville.
L'église Saint-Marguerite-Bourgeoys est une église catholique romaine faisant partie du diocèse de Bathurst. La prière n'est plus récitée au conseil municipal.
Les francophones bénéficient du quotidien L'Acadie nouvelle, publié à Caraquet, ainsi que de l'hebdomadaire L'Étoile, de Dieppe. Les anglophones bénéficient quant à eux du quotidien Telegraph-Journal, publié à Saint-Jean.

## Culture

### Langues
Selon la Loi sur les langues officielles, Saint-Léolin est officiellement francophone puisque moins de 20 % de la population parle l'anglais.